# Takekawa Ai
Takekawa Ai (tiếng Nhật 武川アイ, Takekawa Ai), sinh ngày 4 tháng 9 năm 1988 là một ca sĩ, nhạc sĩ và người dẫn chương trình ở Nhật Bản.

## Tiểu sử
Takekawa Ai là con gái của Yukihide Takekawa, nhạc sĩ và ca sĩ của nhóm Godaigo. Ông nội của cô là nhà phê bình âm nhạc Hiroshi Takekawa.
Cô học chơi piano và guitar từ khi còn trẻ. Hiện giờ cô đang học ở Đại học Waseda, chuyên ngành khảo cổ Tokyo và Tiếng Pháp

## Tác phẩm
Cô được biển đến chủ yếu nhờ bài Too Michi no Saki De, một trong những bài nhạc kết phim của sê ri hoạt hình Inu Yasha.
Các album của cô gồm:
- 2009: I WILL (Single)
- 2010: Too Michi no saki de / Star (Single)
- 2011: Dreamer (Mini-Album)

## Liên kết
- Trang web chính thức